# ديفيد إدوارد فولي
ديفيد إدوارد فولي (بالإنجليزية: David Edward Foley)‏ هو كاهن كاثوليكي أمريكي، ولد في 3 فبراير 1930 في ورسستر في الولايات المتحدة، وتوفي في 17 أبريل 2018 في برمنغهام في الولايات المتحدة.